# W51
A W51 foi uma arma nuclear tática desenhada pelos Estados Unidos. Ela foi a precursora da arma nuclear tática W54, sendo a W54 uma evolução da W51. Ogivas XW51 e XW54 foram testadas durante a Operação Hardtack I e Operação Hardtack II. Como são armas táticas e pequenas, o baixo rendimento para uma arma nuclear é esperado, para disfarçar o fato de serem testes de armas táticas com baixa rendimento proposital, os testes das W51 e W54 foram descritos como sendo falhas.
O programa W51 evolui para a W54.